# Nolet (geslacht)

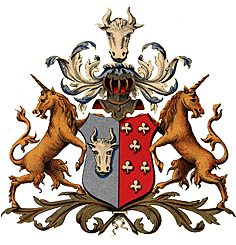
Blazoen van de Schiedamse familie Nolet

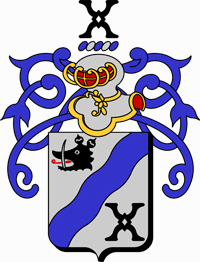
Wapen van de Belgische tak Nolet de Brauwere van Steeland

Nolet (ook: Nolet de Brauwere van Steeland) is een van oorsprong Schiedamse distilleerdersfamilie.

## Geschiedenis
De lijn begint in Nederland met Jan Lucasse Nolet (†1702), een in Brugge gedoopte jongeman, die zich in 1662 in Rotterdam verloofde. Hij was stoffenfabrikant en stichtte in 1694 een jeneverstokerij in de Boterstraat (Schiedam). Het bedrijf dat thans bekend is onder de naam Nolet Distillery en dat nog steeds in handen is van de Schiedamse tak van de familie. De familie Nolet is van oudsher Rooms-Katholiek.

## De oudere tak in Nederland
Vanaf eind 18e eeuw leverde het geslacht ook bestuurders: Jacobus Nolet (1740-1806) was lid van de Eerste en Tweede Nationale Vergadering, zijn broers Jan Nolet (1747-1835) en Cornelis Nolet (1752-1826) waren, naast distilleerder, maire, respectievelijk burgemeester van Schiedam. In 1795 sloot de hele familie Nolet zich aan bij de gelederen van de Bataafse Revolutie. 

### Nederlandse Wapenbeschrijving (1779)
- 1779-1792: Johan Lodewijk Nolet droeg het volgende wapen: klaverbladen in de eerste en de derde kwartier, 3 en 3 : een stier in de linker helft van het gedeelde veld. Metaal en email onbekend. Het schild ter wederzijde vastgehouden door een omgekeerden eenhoorn. Het schild wordt bekroond door een kroon met vijf fleurons. Lambel: S. IOHAN LODEWYK NOLET. De Schiedamse tak van Nolet nam dit wapen in de 19e eeuw over, waarbij het werd omgedraaid (de klaverbladen rechts). De scheidingslijn tussen kwartieren 2 en 4 is verwijderd[3].

## De jongere tak in Belgïe
De jongere tak van de familie verhuisde in 1825 naar België en kreeg de familienaam en het wapen "de Brauwere van Steeland" bij adoptie in 1836. Er bestaat ook een filiaal van het bedrijf in België, en in 2022 is het een van de grootste distributeurs van wijnen en gedistilleerde dranken in België. In 2018 veranderde het zijn naam in "Cinoco-Le Palais du vin". Het hoofdkantoor van de onderneming is sinds 2020 gevestigd in Nivelles.
- Jan Nolet de Brauwere van Steeland (1815-1888), houder van de Blankenheym & Nolet handelsvergunning sinds 1846, was Nederlands dichter en een buitenlands lid van de Académie royale des sciences, des lettres et des beaux-arts de Belgique. Op 4 mei 1987 werd een van zijn achterkleinzonen Dr. Hugues Nolet de Brauwere van Steeland (1929-2006) verheven in de Belgische adel waarna hij en zijn nageslacht de titels van jonkheer/ jonkvrouw dragen.
  - Charles Nolet de Brauwere (1847-1907), genaturaliseerde Belg in 1870, likeurstoker, wijndistributeur, directeur van de distilleerderij C. Nolet, Algemeen agent voor Blankenheym & Nolet.

### Belgische Wapenbeschrijving (1987)
- Een van de takken werd in 1987 veredeld: In zilver, een golvende linkerschuinbalk van azuur, vergezeld boven van een everzwijnskop van sabel, getand en geoogd van zilver, getongd van keel, en beneden van een molenijzer van sabel. Een helm van zilver, gekroond, getralied, gesierd en omboord van goud, gevoerd en gehecht van keel. Dekkleden: zilver en azuur. Helmteken: het molenijzer van het schild. Wapenspreuk: 'Nolet tradere Dominum' in letters van zilver, op een lint van azuur[4].